# اسوالد اشپنگلر
اسوالد مانوئل آرنولد گاتفرید اشپنگلر (آلمانی: Oswald Spengler) (تولد ۲۹ می ۱۸۸۰ - درگذشت ۸ می ۱۹۳۶) مورخ و فیلسوف تاریخ آلمانی بود. او در شهر بلنکنبورگ (هارتس) آلمان متولد شد. تحصیلات خویش را در رشته‌های ریاضیات فلسفه و تاریخ در اساس و ساختمان تمدن مشرق زمین پرداخت. اشپیگلر بیشتر دوران زندگی خود در گوشه آرامی در شهر مونیخ گذراند و نتیجه بررسی‌ها و مطالعات و اندیشه‌های خویش را در قالب کتاب‌های ارزنده‌ای به چاپ رساند و سرانجام در ۵۶ سالگی درگذشت.

## فلسفۀ تاریخ
روش اشپنگلر در فلسفۀ تاریخ ساختارگرایانه بود؛ بنابراین تلاش می‌کرد ساختارها و ویژگی‌های تمدن‌های مختلف را تبیین کند. او معتقد بود دید مورخان مبنی بر تقسیم‌بندی دوره‌های تاریخ به سه دورۀ باستان، قرون وسطی و مدرن همچون سنت بطلمیوسی در نجوم است و باید انقلابی کپرنیکی در این زمینه کرد. او در این مورد گفت: «مفهوم ساده تاریخ در راستای یک خط مستقیم و تقسیم‌بندی بی‌معنای آن، با گذشت زمان ارزش و اعتبارش را بیش از پیش از دست می‌دهد». از دید او از آنجا که وجود انسانیت یکسان نیست به جای تقسیم تاریخ به ادوار مختلف باید اقسام فرهنگ‌ها را مدنظر قرار داد. اشپنگلر دیدی دوری نسبت به تاریخ داشت و معتقد بود تاریخ مجموعه‌ای از تمدن‌هاست که هر کدام پس از طلوع و طی کردن مراحلی غروب می‌کنند و تمدن‌های بعدی هم همین دور را به همین شکل طی خواهند کرد و این دور باطل همیشه ادامه پیدا خواهد کرد؛ تاریخ جهان تصویری درام‌گونه از تکوین و تطور ابدی حیات و مرگ تمدن‌هاست. او در نظر داشت روند تاریخ را قانون‌مند کند ولی برای تاریخ هدفی و غایتی قائل نبود. از دید او از آنجا که هر جامعه بر پایۀ اصل کلی و نماد نخستین خود پایه‌گذاری می‌شود پس ویژگی‌های خاص خود را دارد. این پیشفرض‌های اصلی یا نمادهای نخستین تعیین کنندۀ ویژگی‌های اصلی، علم، فلسفه، سبک‌های زندگی، هنر، باورها و شیوه‌های تفکر و حیات و عمل فرهنگ‌ها هستند. او هشت فرهنگ برتر و بزرگ را شناسایی کرده که در زادگاه خود به وجود آمدند و ویژگی‌های مذکور را تا آخر با خود همراه داشتند که شامل مصر، بابل، هند، چین، باستان، اسلام، غربی و مکزیک هستند. نکتۀ جالب توجه این است که اشپنگلر برخلاف اسلافش هیچ تفوقی میان فرهنگ غربی و سایر این فرهنگ‌ها نمی‌دید و آنها را به یک اندازه مهم می‌شمارد. تنها شباهتی که می توان بین جوامع مختلف یافت همان شباهت موجودات زنده (تولد، زندگی و مرگ) است از دید او منحصربه‌فرد بودن جوامع مانند جانداران منافاتی با مقایسه و تطبیق ساختاری آنان ندارد و اگر بتوانیم تشخیص دهیم که در کدام مرحله از زیست جامعه قرار داریم می‌توانیم پیش‌بینی کنیم دقیقاً چه خواهد شد. او در کتاب انحطاط غرب دوره‌های هر جامعۀ را به فصل‌های سال و دوره‌های زندگی انسان تشبیه و طبقه‌بندی کرد: 
1. بهار: این دوره مانند دوران نوزادی انسان است. اشپنگلر مانند ویکو این دوره را دورۀ ربانی و الهی می‌خواند. او بیداری شعور دینی، احساسات خداجویانه، به وجود آمدن دین و افسانه، معماری ویژه (مانند معماری دوری فرهنگ باستان، بناهای گنبدی عربی و اسلامی و اهرام مصر) و نظام پدرسالارانه یا فئودالی را از شاخصه‌های این دوره می‌داند.
2. تابستان: این دوره مثل دوران جوانی انسان است. از دید اشپنگلر در این دوره شورش علیه گذشته آغاز می شود، فلسفه رواج پیدا می‌کند و دین رو به افول می‌گذارد، روح انتقادی به وجود می‌اید و رواج پیدا می‌کند و اصلاحات دینی (مانند اوپانیشادها در هند، لوتر و کالوین در غرب و آیین دیونیسوسی در باستان) رخ می‌دهند.
3. پائیز: این دوره مانند دوران پختگی انسان است. روشنگری (سرسپردگی و اعتقاد کامل به عقل)، عقلانی شدن دین (مانند بودایی‌گرایی در هند)، رشد حیات فکری (مانند ظهور سقراط و افلاطون و ارسطو در فرهنگ باستان و عقل‌گرایی قرن هجدهم انگلستان و دائرةالمعارف‌نویسان فرانسه در فرهنگ غرب)
4. زمستان: این دوره مانند دوران پیری انسان است. زمانی‌که فرهنگ به هدف نهایی‌اش دست یافت و توانست تمام پتانسیل درونی‌اش را در جهان عینی متجلی کند از چرخش می‌ایستد و سخت و خشک می شود. در این مرحله دیگر خلاقیتی از سمت فرهنگ رخ نمی دهد و این جامعه پوسته‌ای تنومند اما توخالی می‌شود که صرفاً مصرف کنندۀ دستاوردهای دوره‌های قبلی است. جایگزینی مذهب‌ستیزی علمی یا متافیزیک مجرد و مرده به‌جای اعتقادات دینی و درونی، جهان‌وطنی به جای میهن‌پرستی، کلان‌شهر‌های غول‌پیکر در برابر میهن، واقع‌گرایی خشک و بی‌روح مادی دربرابر حرمت و احترام به سنت‌ها و پیران، حقوق طبیعی به‌جای حقوق اکتسابی، زندگی در توده به‌جای قوم و قبیله، جاذبه جنسی به‌جای حس مادرانه، کارمایۀ انسانی به‌جای سویۀ درونی انسان عصر فرهنگی، مبارزه طبقاتی درعوض کیفیت و وحدت و هماهنگی و تلاش و مبارزه به جهت کسب قدرت و امتیازات حیوانی درعوض مبارزه برای تحقق اندیشه‌ای (بر اساس فرهنگ متفاوت) در قاموس واقعیت تاریخی در کنار تجلی مفاهیم نژاد، نظریۀ شخصیت گروه خونی، سرزمین اجدادی، توسعه امپریالیستی پدیدۀ شهرنشینی، گرایش به جامعه جهانی، برون‌گرایی، ماتریالیسم، لاادری‌گری، شک‌گرایی، پراگماتیسم، کیش شخصیت، کمیت‌گرایی، شهرت‌طلبی، آسایش‌طلبی از شاخصه‌های این دوران هستند. در این دوره جامعه وارد فاز تمدن می‌شود و ممکن است صدها یا حتی هزاران سال در این مرحله بماند. در این دوره دولت‌ها تلاش می‌کنند با دست یازی به فناوری برتر خود کنترل سرزمین‌های دیگر را به‌دست بیاورند. به تعبیر دانیلفسکی تمدن در این دوره به صورت مواد و مصالح صرف قوم‌نگاری خواهدشد یعنی شکل، محتوا و روح تاریخی‌اش را از دست می‌دهد. آخرین لحظات عمر تمدن‌ها سرشار از شکوه و جلال ظاهری و خالی از روح و احساسات است. در این دوره تلاش‌هایی برای احیای ارزش‌ها و روحیات مراحل پیشین انجام می‌شود و ممکن است گاهی موفقیت‌های ناقصی به‌دست بیاورند و بتوانند برای دوره‌های کوتاه نیروی خلاقیت سابق را به حرکت درآورند ولی زود دوباره به حالت قبل برمی‌گردند. اینجاست که ناامیدی چیره و از هم پاشیدگی آغاز می‌شود. فرهنگ-تمدن قبل از مرگ دومین موج مذهب‌گرایی خود را تجربه می‌کند که یا نشانۀ پایان حیات یا شکل‌گیری فرهنگ جدیدی است که در حال تکوین و تولد است (مانند صوفی‌گری، عرفان، میتراپرستی، خورشیدپرستی یا ایسیس).

اشپنگلر اصل علیت را در شکل‌گیری فرهنگ ناممکن می‌داند. از دید او علیت تنها در جهان طبیعی صدق می‌کند و تعمیم آن به جهان تاریخی اشتباه بزرگی است. از دید او چگونگی و چرایی شکل‌گیری فرهنگ قابل توضیح نیست و آن را امری مرموز و ناشناخته طبقه‌بندی کرده‌است. او این مسئله را یک اصل ذاتی و درونی می‌دانست که تنها از راه بینش شهودی قابل درک است. او مسیر آیندۀ فرهنگ را تقدیر می‌دانست و تلاش برای توضیح آینده با علیت را مسبب زنده میراندن آیندۀ تحقق نیافته برمی‌شمارد. از دید او مردم فرهنگ را نمی‌سازند بلکه این فرهنگ است که با پیدایشی ناگهانی از منشاء‌ای کیهانی فرهنگ، آداب و رسوم، اسطوره و تکنیک و حتی هنر را در مردم برمی‌انگیزد. از دید او تمام مراحل فرهنگ و تمدن درونی‌اند و عوامل خارجی در آن نقشی ندارند. عوامل خارجی تنها می توانند باعث تندی یا کندی این حرکت شوند، در مواردی کژدیسی فرهنگی (مانند کاری که تمدن های باستانی با فرهنگ عرب قبل از اسلام کردند) به وجود آورند و در مواردی بسیار نادر مرگ تمدن را رقم بزنند (مانند کاری که تمدن غرب با مکزیکی کرد). 
غایت گرایی با فلسفۀ تاریخ اشپنگلر در تناقض است اما غایت و هدفی که برای تاریخ قائل شده بود ظهور امپراتوری جهانی به رهبری آلمان بود که بیانگر تفوق واقع‌گرایی (فلسفه) شک‌گرا بر عقل‌گرایی رمانتیستیک خواهد شد. این عقیده بعدها دست‌آویزی برای ایدئالیسم توسعه‌طلب نازیست برای برپایی امپراتوری جهانی به سرکردگی رایش سوم شد. اشپنگلر ظهور دیکتاتورها را قبل از این که آثاری از آنان در تمدن غرب باشد در کتاب انحطاط غرب پیشگویی کرد که باعث شهرت وی گردید به طوری که این کتاب چندین بار در آمریکا چاپ شد.